# Aegus platyodon foraminatus
Aegus platyodon foraminatus es una subespecie de coleóptero de la familia Lucanidae.

## Distribución geográfica
Habita en el Archipiélago Bismarck (Papúa Nueva Guinea).